# La Chirurgienne
La Chirurgienne (ufficialmente, in francese: Tremplin de la Chirurgienne) era un trampolino situato a Le Brassus di Le Chenit, in Svizzera, ora smantellato.

## Storia
Aperto nel 1930, l'impianto ha ospitato una tappa della Coppa del Mondo di combinata nordica 1988.

## Caratteristiche
Il trampolino normale aveva il punto K a 104 m. Il complesso è attrezzato anche il salto minori K25 (Tremplin du Brassus), costruito nel 2000.